# Aerologie
Aerologia (câteodată fiind denumită și știință atmosferică) este o ramură a meteorologiei care se ocupă cu studiul atmosferei din toate punctele de vedere în straturile superioare ale atmosferei, inaccesibile stațiilor terestre de măsurători.
Cei mai importanți purtători de aparate de măsură sunt radiosondele care plutesc liber, baloanele captive, avioanele, rachetele și sateliții. Măsurătorile aerologice regulate sunt necesare pentru previziuni meteorologice, prin completarea pe verticală a rețelei de supraveghere de la sol.